# Condiția fără alunecare
În dinamica fluidelor condiția „fără alunecare” este o condiție la limită care impune ca la o limită solidă un fluid viscos să aibă viteza relativă nulă față de această limită. Această condiție la limită a fost propusă pentru prima dată de Osborne Reynolds, care a observat acest comportament în timp ce efectua experimente de curgere în conducte. Forma acestei condiții la limită este un exemplu de condiție la limită Dirichlet.
În cazul curgerilor de fluide relevante pentru ingineria fluidelor, condiția de fără alunecare este în general valabilă la limite solide. Însă în cazul sistemelor care au un comportament nenewtonian această condiție nu este întotdeauna valabilă. Exemple de fluide care nu respectă această condiție sunt alimentele obișnuite care au un conținut ridicat de grăsimi, cum ar fi maioneza sau brânza topită.

## Justificare fizică
Condiția de lipsă a alunecării este o presupunere empirică ce a fost utilă în modelarea multor experimente macroscopice. A fost una dintre cele trei alternative care au făcut obiectul unor dispute în secolul al XIX-lea, celelalte două fiind condițiile limită de strat stagnant (un strat subțire de fluid staționar pe care curge restul fluidului) și de alunecare parțială (o viteză relativă finită între solid și fluid). Totuși, până la începutul secolului al XX-lea a devenit general acceptat faptul că alunecarea, dacă exista, era prea mică pentru a fi măsurată. Stratul stagnant era considerat prea subțire, iar alunecarea parțială era considerată a avea un efect neglijabil la scara macroscopică.
Deși nu rezultă din principii fundamentale, au fost concepute două posibile mecanisme pentru a explica comportamentul fără alunecare, unul sau altul fiind dominant în unele sau altele dintre condiți. Primul afirmă că rugozitatea suprafeței este responsabilă pentru aducerea fluidului în repaus prin disiparea viscoasă pe lângă neregularitățile suprafeței. Al doilea este legat de atracția moleculelor de fluid către suprafață. Particulele apropiate de o suprafață nu se mișcă odată cu curgerea atunci când aderența este mai puternică decât coeziunea. La interfața fluid–solid, forța de atracție dintre particulele de fluid și particulele solide (rezultanta forțelor de aderență) este mai mare decât cea dintre particulele de fluid (rezultanta forțelor de coeziune). Acest dezechilibru de forțe face ca viteza fluidului adiacentă suprafeței solide să fie nulă, viteza apropiindu-se de cea a curgerii pe măsură ce distanța față de suprafață crește.
Când un fluid este în repaus, moleculele sale se mișcă constant cu o viteză aleatorie. Când fluidul începe să curgă, la mișcarea aleatorie se adaugă o viteză medie de curgere. La limita dintre fluid și o suprafață solidă, atracția dintre moleculele fluidului și atomii de suprafață este suficient de puternică pentru a încetini viteza de curgere la zero. În consecință, viteza de curgere a fluidului scade de la valoarea sa la distanță de perete la zero la perete.

## Comportamentul la alunecare
Întrucât condiția de lipsă de alunecare a fost o observație empirică, există scenarii fizice în care aceasta nu se realizează. Pentru curgeri suficient de rarefiate, cum ar fi curgeri de aer la foarte mare altitudine sau pentru curgeri la microscări, condiția fără alunecare este inexactă. Pentru astfel de exemple, această schimbare este determinată de o creștere a numărului Knudsen, ceea ce implică o rarefiere crescândă și o eroare treptată a aproximării continuumului. Expresia de ordinul întâi, care este adesea utilizată pentru a modela alunecarea fluidelor (cunoscută și sub numele de condiția limită de alunecare Navier), se exprimă ca:
{\displaystyle u-u_{\text{perete}}=C\ell {\frac {\partial u}{\partial n}}}
unde {\displaystyle n} este coordonata normală la perete, {\displaystyle \ell } este parcursul liber mediu⁠(d) iar {\displaystyle C} este o constantă cunoscută sub numele de coeficient de alunecare, care este aproximativ de ordinul 1. Alternativ, se poate introduce {\displaystyle \beta =C\ell } ca lungime de alunecare. Unele suprafețe foarte hidrofobe, cum ar fi nanotuburile de carbon cu radicali adăugați, au, de asemenea, o lungime de alunecare diferită de zero, dar la scară nanometrică.
Deși condiția de lipsă de alunecare este utilizată aproape universal în modelarea curgerilor viscoase, ea este uneori neglijată în favoarea „condiției de lipsă de penetrare” (unde viteza fluidului normală la perete este setată la viteza peretelui în această direcție, dar viteza fluidului paralelă cu peretele este nerestricționată) în analizele elementare ale curgerilor inviscide⁠(d), unde efectul straturilor limită este neglijat.
Condiția de lipsă de alunecare pune o problemă în teoria fluxului viscos la interfața cu o suprafață: locurile (liniile de curent, tuburile de curent) unde se întâlnesc două fluide și noțiunea de limită solidă. Aici, condiția la limită de lipsă de alunecare implică faptul că poziția liniei de contact nu se mișcă, ceea ce nu se observă în realitate. Analiza unei linii de contact în mișcare cu condiția de lipsă de alunecare are ca rezultat solicitări infinite care nu pot fi integrate. Se crede că viteza de mișcare a liniei de contact depinde de unghiul⁠(d) pe care linia de contact îl face cu limita solidă, dar mecanismul din spatele acestui fapt nu este încă pe deplin înțeles.